# نورة المحمد الهطلاني
نورة المحمد الهطلاني، شاعرة سعودية اشتهرت في شعر الرثاء والفخر والحماسة، ولدت في عنيزة عام 1280هـ/1863م، تزوجت من شخص يدعى نهار بن رهيط.

## أبيات من شعرها
أبيات من قصيدة في رثاء زوجها الذي قتل في موقعة المليداء 1308هـ/1891م:
قصيدة في رثاء قتلى عنيزة في موقعة المليداء، جسدت فيها معاناة أهل عنيزة من الآثار المدمرة التي خلفتها المعركة والتي كان من أشدها فقدان كل أسرة بعض أفرادها، تقول فيها:

## وفاتها
توفيت عام 1322هـ/1904م، وهي في الأربعينات من عمرها.